# Salas Bajas
Salas Bajas es un municipio de España en la provincia de Huesca, Comunidad Autónoma de Aragón. Tiene un área de 12,93 km² con una población de 167 habitantes (INE 2018) y una densidad de 10,52 hab/km².

## Demografía
Salas Bajas cuenta con una población de 180 habitantes (INE 2024).
| Gráfica de evolución demográfica de Salas Bajas entre 1842 y 2021                                                   |
| |
| Población de derecho según los censos de población del INE Población de hecho según los censos de población del INE |

## Administración y política
| Período   | Alcalde                      | Partido |  |
| --------- | ---------------------------- | ------- |  |
| 1979-1983 | José María Salas Feliu       | UCD     |  |
| 1983-1987 | José María Salas Feliu       | PSOE    |  |
| 1987-1991 | José María Salas Feliu       | PSOE    |  |
| 1991-1995 | José María Salas Feliu       | PSOE    |  |
| 1995-1999 | José Antonio Nasarre Salinas | PP      |  |
| 1999-2003 | José Antonio Nasarre Salinas | PP      |  |
| 2003-2007 | Lorenzo Salas Novales        | PAR     |  |
| 2007-2011 | Daniel José Gracia Andreu    | PSOE    |  |
| 2011-2015 | Daniel José Gracia Andreu    | PSOE    |  |
| 2015-2019 | Daniel José Gracia Andreu    | PSOE    |  |

| Partido político    | Partido político                                   | 2003   | 2007   | 2011   | 2015   |
| Partido político    | Partido político                                   | Ediles | Ediles | Ediles | Ediles |
|                     | Partido de los Socialistas de Aragón (PSOE-Aragón) | 2      | 4      | 3      | 4      |
|                     | Partido Aragonés (PAR)                             | 1      | 1      | —      | 1      |
|                     | Partido Popular de Aragón (PP)                     | 2      | —      | 2      | —      |
|                     | Aragón Sí Puede                                    | —      | —      | —      | 0      |
|                     | Chunta Aragonesista (CHA)                          | —      | 0      | —      | —      |
| Total de concejales | Total de concejales                                | 5      | 5      | 5      | 5      |